# دان کورتیز
دان کورتیز (انگلیسی: Dan Curtis؛ ۱۲ اوت ۱۹۲۷ – ۲۷ مارس ۲۰۰۶)  کارگردان، و تهیه‌کننده اهل ایالات متحده آمریکا بود.